# Obserwatorium Črni Vrh
| Odkryte planetoidy: 703 oraz lista odkrytych do 2003 roku. | Odkryte planetoidy: 703 oraz lista odkrytych do 2003 roku. |
| ---------------------------------------------------------- | ---------------------------------------------------------- |
| (9674) Slovenija                                           | 23 sierpnia 1998                                           |
| (14966) Jurijvega                                          | 30 lipca 1997                                              |
| (15071) Hallerstein                                        | 24 stycznia 1999                                           |
| (16084) 1999 TY18                                          | 12 października 1999                                       |
| (16141) 1999 XT127                                         | 7 grudnia 1999                                             |
| (18154) 2000 PA                                            | 1 sierpnia 2000                                            |
| (18845) Cichocki                                           | 7 września 1999                                            |
| (19016) 2000 RY78                                          | 11 września 2000                                           |
| (19612) Noordung                                           | 17 lipca 1999                                              |
| (19618) Maša                                               | 11 sierpnia 1999                                           |
| (19633) Rusjan                                             | 13 września 1999                                           |
| (19781) 2000 QK68                                          | 26 sierpnia 2000                                           |
| (21693) 1999 RT44                                          | 14 września 1999                                           |
| (22030) 1999 XU127                                         | 7 grudnia 1999                                             |
| (22108) 2000 PD                                            | 1 sierpnia 2000                                            |
| (24197) 1999 XP37                                          | 7 grudnia 1999                                             |
| (24322) 2000 AM43                                          | 4 stycznia 2000                                            |
| (25317) 1999 BL12                                          | 24 stycznia 1999                                           |
| (27174) 1999 BB2                                           | 19 stycznia 1999                                           |
| (27561) 2000 KJ1                                           | 24 maja 2000                                               |
| (29740) 1999 BS9                                           | 19 stycznia 1999                                           |
| (29742) 1999 BQ12                                          | 24 stycznia 1999                                           |
| (30382) 2000 JB81                                          | 15 maja 2000                                               |
| (30383) 2000 KZ1                                           | 26 maja 2000                                               |
| (30420) 2000 LD1                                           | 1 czerwca 2000                                             |
| (32083) 2000 KO                                            | 24 maja 2000                                               |
| (32199) 2000 ON2                                           | 27 lipca 2000                                              |
| (32291) 2000 QP8                                           | 24 sierpnia 2000                                           |
| (32292) 2000 QR8                                           | 24 sierpnia 2000                                           |
| (32293) 2000 QT8                                           | 24 sierpnia 2000                                           |
| (33752) 1999 RM36                                          | 12 września 1999                                           |
| (33753) 1999 RW42                                          | 13 września 1999                                           |
| (33915) 2000 LA15                                          | 5 czerwca 2000                                             |
| (34006) 2000 OQ9                                           | 31 lipca 2000                                              |
| (34078) 2000 PF                                            | 1 sierpnia 2000                                            |
| (34087) 2000 PA7                                           | 1 sierpnia 2000                                            |
| (34437) 2000 SF43                                          | 26 września 2000                                           |
| (34607) 2000 UD3                                           | 24 października 2000                                       |
| (36357) 2000 OQ2                                           | 28 lipca 2000                                              |
| (36459) 2000 QU8                                           | 24 sierpnia 2000                                           |
| (36460) 2000 QA9                                           | 25 sierpnia 2000                                           |
| (36461) 2000 QC9                                           | 25 sierpnia 2000                                           |
| (36798) 2000 SA43                                          | 25 września 2000                                           |
| (36799) 2000 SG43                                          | 26 września 2000                                           |
| (38841) 2000 SH43                                          | 26 września 2000                                           |
| (40446) 1999 RN36                                          | 12 września 1999                                           |
| (40466) 1999 RU44                                          | 14 września 1999                                           |
| (40761) 1999 TT13                                          | 11 października 1999                                       |
| (40770) 1999 TV18                                          | 11 października 1999                                       |
| (42186) 2001 CH32                                          | 11 lutego 2001                                             |
| (43191) 1999 YM5                                           | 29 grudnia 1999                                            |
| (44724) 1999 TU13                                          | 11 października 1999                                       |
| (45028) 1999 WD9                                           | 28 listopada 1999                                          |
| (45590) 2000 CU101                                         | 14 lutego 2000                                             |
| (45602) 2000 DX17                                          | 28 lutego 2000                                             |
| (46016) 2001 CP41                                          | 15 lutego 2001                                             |
| (46018) 2001 DX6                                           | 16 lutego 2001                                             |
| (46021) 2001 DZ14                                          | 17 lutego 2001                                             |
| (47101) 1999 BP12                                          | 24 stycznia 1999                                           |
| (48018) 2001 CB36                                          | 15 lutego 2001                                             |
| (48020) 2001 DC                                            | 16 lutego 2001                                             |
| (49475) 1999 BH3                                           | 19 stycznia 1999                                           |
| (49679) 1999 TZ7                                           | 6 października 1999                                        |
| (51625) 2001 HX37                                          | 29 kwietnia 2001                                           |
| (54321) 2000 JA81                                          | 15 maja 2000                                               |
| (54468) 2000 OA7                                           | 29 lipca 2000                                              |
| (54469) 2000 OM8                                           | 30 lipca 2000                                              |
| (54687) 2001 DC15                                          | 17 lutego 2001                                             |
| (56297) 1999 RT42                                          | 12 września 1999                                           |
| (56677) 2000 LG1                                           | 1 czerwca 2000                                             |
| (56690) 2000 LZ14                                          | 5 czerwca 2000                                             |
| (56746) 2000 OO2                                           | 27 lipca 2000                                              |
| (61060) 2000 LH1                                           | 2 czerwca 2000                                             |
| (62028) 2000 RE53                                          | 1 września 2000                                            |
| (62072) 2000 RD78                                          | 9 września 2000                                            |
| (62073) 2000 RX78                                          | 10 września 2000                                           |
| (62747) 2000 UB3                                           | 24 października 2000                                       |
| (63375) 2001 HY37                                          | 29 kwietnia 2001                                           |
| (63376) 2001 HA38                                          | 29 kwietnia 2001                                           |
| (66667) Kambič                                             | 8 października 1999                                        |
| (67547) 2000 SE43                                          | 26 września 2000                                           |
| (68726) 2002 EZ5                                           | 12 marca 2002                                              |
| (70218) 1999 RY42                                          | 13 września 1999                                           |
| (70443) 1999 TV9                                           | 7 października 1999                                        |
| (70445) 1999 TR13                                          | 11 października 1999                                       |
| (71002) 1999 XO37                                          | 7 grudnia 1999                                             |
| (72420) 2001 CY35                                          | 14 lutego 2001                                             |
| (72429) 2001 CN41                                          | 15 lutego 2001                                             |
| (72445) 2001 DD                                            | 16 lutego 2001                                             |
| (74432) 1999 BM12                                          | 24 stycznia 1999                                           |
| (74628) 1999 RV42                                          | 12 września 1999                                           |
| (74821) 1999 TP13                                          | 10 października 1999                                       |
| (76770) 2000 KZ43                                          | 26 maja 2000                                               |
| (77043) 2001 CQ41                                          | 15 lutego 2001                                             |
| (77050) 2001 DB                                            | 16 lutego 2001                                             |
| (78901) 2003 ST66                                          | 19 września 2003                                           |
| (80597) 2000 AD147                                         | 6 stycznia 2000                                            |
| (81870) 2000 LB1                                           | 1 czerwca 2000                                             |
| (81907) 2000 NR2                                           | 5 lipca 2000                                               |
| (84356) 2002 TG82                                          | 1 października 2002                                        |
| (84357) 2002 TH82                                          | 1 października 2002                                        |
| (84962) 2003 YM9                                           | 17 grudnia 2003                                            |
| (84987) 2003 YK83                                          | 18 grudnia 2003                                            |
| (85000) 2003 YA125                                         | 27 grudnia 2003                                            |
| (86051) 1999 QB2                                           | 22 sierpnia 1999                                           |
| (86208) 1999 TD16                                          | 11 października 1999                                       |
| (87089) 2000 LF1                                           | 1 czerwca 2000                                             |
| (87169) 2000 OP2                                           | 27 lipca 2000                                              |
| (87178) 2000 OZ6                                           | 28 lipca 2000                                              |
| (87318) 2000 QS8                                           | 24 sierpnia 2000                                           |
| (87319) 2000 QD9                                           | 25 sierpnia 2000                                           |
| (87646) 2000 RB78                                          | 8 września 2000                                            |
| (87718) 2000 SY42                                          | 25 września 2000                                           |
| (91599) 1999 TQ13                                          | 10 października 1999                                       |
| (92441) 2000 KY1                                           | 26 maja 2000                                               |
| (92996) 2000 RE78                                          | 9 września 2000                                            |
| (96878) 1999 TE16                                          | 11 października 1999                                       |
| (97854) 2000 QZ8                                           | 25 sierpnia 2000                                           |
| (97941) 2000 QW117                                         | 29 sierpnia 2000                                           |
| (98138) 2000 SW42                                          | 25 września 2000                                           |
| (98397) 2000 UC3                                           | 24 października 2000                                       |
| (98954) 2001 CJ32                                          | 12 lutego 2001                                             |
| (98973) 2001 DB15                                          | 17 lutego 2001                                             |
| (99151) 2001 FP128                                         | 23 marca 2001                                              |
| (99192) 2001 GD4                                           | 14 kwietnia 2001                                           |
| (102222) 1999 TA12                                         | 8 października 1999                                        |
| (102232) 1999 TX18                                         | 12 października 1999                                       |
| (103290) 2000 AN43                                         | 5 stycznia 2000                                            |
| (105092) 2000 LC1                                          | 1 czerwca 2000                                             |
| (105093) 2000 LE1                                          | 1 czerwca 2000                                             |
| (106544) 2000 WJ68                                         | 27 listopada 2000                                          |
| (106874) 2000 YD33                                         | 23 grudnia 2000                                            |
| (107290) 2001 CA                                           | 1 lutego 2001                                              |
| (107385) 2001 CL41                                         | 15 lutego 2001                                             |
| (107408) 2001 DZ6                                          | 16 lutego 2001                                             |
| (107409) 2001 DS7                                          | 16 lutego 2001                                             |
| (107410) 2001 DV7                                          | 17 lutego 2001                                             |
| (107433) 2001 DW14                                         | 16 lutego 2001                                             |
| (107434) 2001 DA15                                         | 17 lutego 2001                                             |
| (107514) 2001 DW53                                         | 20 lutego 2001                                             |
| (108229) 2001 HW37                                         | 29 kwietnia 2001                                           |
| (108250) 2001 HH46                                         | 17 kwietnia 2001                                           |
| (109564) 2001 QP264                                        | 26 sierpnia 2001                                           |
| (111565) 2002 AP4                                          | 8 stycznia 2002                                            |
| (111829) 2002 EA6                                          | 12 marca 2002                                              |
| (115055) 2003 RU6                                          | 3 września 2003                                            |
| (115350) 2003 SW234                                        | 25 września 2003                                           |
| (115450) 2003 TK10                                         | 15 października 2003                                       |
| (115517) 2003 UL37                                         | 16 października 2003                                       |
| (115518) 2003 UM37                                         | 16 października 2003                                       |
| (115519) 2003 UN37                                         | 16 października 2003                                       |
| (115520) 2003 UO37                                         | 17 października 2003                                       |
| (115554) 2003 UL74                                         | 16 października 2003                                       |
| (116256) 2003 YF27                                         | 16 grudnia 2003                                            |
| (117407) 2005 AD11                                         | 1 stycznia 2005                                            |
| (122163) 2000 KA2                                          | 27 maja 2000                                               |
| (122193) 2000 LJ1                                          | 2 czerwca 2000                                             |
| (122210) 2000 NL3                                          | 7 lipca 2000                                               |
| (122274) 2000 PH3                                          | 1 sierpnia 2000                                            |
| (122309) 2000 QV8                                          | 24 sierpnia 2000                                           |
| (122726) 2000 SB43                                         | 26 września 2000                                           |
| (122727) 2000 SD43                                         | 26 września 2000                                           |
| (122728) 2000 SJ43                                         | 26 września 2000                                           |
| (123086) 2000 SH321                                        | 28 września 2000                                           |
| (123864) 2001 DV6                                          | 16 lutego 2001                                             |
| (126439) 2002 CP12                                         | 4 lutego 2002                                              |
| (126781) 2002 EA11                                         | 13 marca 2002                                              |
| (130491) 2000 QT117                                        | 29 sierpnia 2000                                           |
| (130624) 2000 SC43                                         | 26 września 2000                                           |
| (131180) 2001 CR41                                         | 15 lutego 2001                                             |
| (133354) 2003 SX124                                        | 18 września 2003                                           |
| (133360) 2003 SH129                                        | 20 września 2003                                           |
| (133570) 2003 UK37                                         | 16 października 2003                                       |
| (133838) 2003 YH27                                         | 16 grudnia 2003                                            |

Obserwatorium Črni Vrh (słoweń. Observatorij Črni Vrh, kod IAU 106) – obserwatorium astronomiczne znajdujące się w zachodniej Słowenii, w pobliżu miejscowości Črni Vrh, niedaleko miasta Idrija. Obecne obserwatorium zostało zbudowane w 1985 roku i jest położone na wysokości 726 metrów n.p.m. Znaczna część prac budowlanych została wykonana przez wolontariuszy.

## Historia
Regularne obserwacje astronomiczne rozpoczęło w 1975 – jako małe obserwatorium wyposażone w instrumenty domowej roboty, oddalone 4 km od obecnej lokalizacji. Jako pierwszy obiekt obserwowano kometę Westa. Miejsce jest położone powyżej granicy inwersji temperatury występującej przeważnie w zimie, co umożliwia prowadzenie regularnych obserwacji w czasie pogodnych nocy. Nowy budynek obserwatorium wybudowano w 1985 roku.

## Badania naukowe
Obserwatorium prowadzi program poszukiwania komet i planetoid o nazwie PIKA (skrótowiec w języku słoweńskim). Od marca 2003 w programie wykorzystywany jest nowy 60-cm, f/3.3 teleskop Cichocki wyposażony w detektor CCD 1024x1024 pikseli. Teleskop w znacznej mierze został sfinansowany przez Planetary Society Shoemaker Grant 2000. Kolejny grant, z 2010 roku, sfinansował nową kamerę CCD zwiększającą czułość optyczną, umożliwiając rejestrowanie słabszych obiektów, w tym odległych obiektów kosmicznych, takich jak wybuchy supernowych, rozbłyski gamma i gwiazd zmiennych. Nowa kamera używana jest od października 2011. Członkowie Wydziału Fizyki, Obserwatorium Astronomicznego, Uniwersytetu w Lublanie, w latach 1994–2009 używali do prowadzenia obserwacji w tym miejscu własnego 36-cm teleskopu w układzie Schmidta-Cassegraina.

## Teleskopy
- 19-cm automatyczny teleskop do obserwacji komet[9]
- 36-cm teleskop AIT Imaging System (obecnie nieczynny)[8]
- 60-cm teleskop Cichocki[5]
- kamera do obserwacji całego nieba[10]

## Odkrycia
Według danych z 17 kwietnia 2015 roku łącznie w obserwatorium odkryto 2 komety, 703 planetoidy, 17 supernowych, 3 gwiazdy zmienne oraz 6 optycznych odpowiedników rozbłysków gamma.

### Komety
18 sierpnia 2008 roku astronom amator Stanislav Matičič odkrył kometę C/2008 P1 (Matičič), pierwszą kometę odkrytą w tym obserwatorium oraz w Słowenii. 16 kwietnia 2010 roku uczeń Jan Vales odkrył tu kometę okresową oznaczoną P/2010 H2 (Vales), u której zarejestrowano silny rozbłysk. Naukowcy z Catalina Sky Survey obserwowali ten sam obszar nieba zaledwie 15 godzin wcześniej, ale nie zaobserwowali komety.

### Wybrane planetoidy[1]
| Nazwa               | Oznaczenie prowizoryczne | Data odkrycia       | Odkrywca     | Pochodzenie nazwy              | Data i numer cyrkularza MPC |
| ------------------- | ------------------------ | ------------------- | ------------ | ------------------------------ | --------------------------- |
| (9674) Slovenija    | 1998 QU15                | 23 sierpnia 1998    |              | Słowenia                       | 2 lutego 1999 33796         |
| (14966) Jurijvega   | 1997 OU2                 | 30 lipca 1997       | Herman Mikuž | Jurij Vega                     | 9 maja 2001 42674           |
| (15071) Hallerstein | 1999 BN12                | 24 stycznia 1999    |              | Ferdinand Avguštin Hallerstein | 6 sierpnia 2003 49280       |
| (19618) Maša        | 1997 PN3                 | 11 sierpnia 1999    | Jure Skvarč  | Maša Kandušer                  | 5 lipca 2001 43047          |
| (18845) Cichocki    | 1999 RY27                | 7 września 1999     | Herman Mikuž | Bruno Cichocki                 | 18 września 2005 54827      |
| (66667) Kambič      | 1999 TZ11                | 8 października 1999 |              | Bojan Kambič                   | 18 września 2005 54828      |